# Potencianövelő szerek

## Potencianövelő szerek általánosságban
A potencianövelő szerek alkalmazásának célja, hogy megkönnyítsék a hímvessző merev állapotba kerülését. További céljuk, hogy a közösülés időtartama alatt segítséget nyújtsanak az erektált állapot fenntartásában.

## Hatásmechanizmus
A potencianövelő szerek általában szájon át szedendő, merevedési zavarban (erektilis dysfunctioban) szenvedő férfiak eseti, alkalomszerű kezelésére szolgáló gyógyszerek, vagy étrend-kiegészítők. Jellemző közös vonásuk, hogy a péniszben a vér áramlásának növelése révén biztosítják a merevedést. A potencianövelők további közös jellemzője, hogy hatásuk kifejtéséhez szexuális ingerre - szexuális izgalomra, vagy érintésre - van szükség.
A gyógyszer-hatóanyagot tartalmazó potencianövelők működési mechanizmusa egyforma: a gyógyszerben lévő hatóanyag ellazítja a pénisz simaizmait, ezzel elősegítve a vér fokozottabb áramlását, és így az erekció létrejöttét.
A potencianövelő szereket Magyarországon két nagy csoportra oszthatjuk:
- Potencianövelő gyógyszerek
- Potencianövelő étrend-kiegészítők

## Potencianövelő gyógyszerek
Magyarországon az emberi fogyasztású gyógyszerek engedélyezését a Gyógyszerészeti és Egészségügyi Minőség- és Szervezetfejlesztési Intézete végzi (GYEMSZI-OGYI). A GYEMSZI-OGYI feladata többek között a hatósági, szakhatósági, ellenőrzési feladatok ellátása, valamint az emberi felhasználásra kerülő gyógyszerek ellenőrzése és engedélyezése.
A gyógyszer-hatóanyagot tartalmazó potencianövelő szereket kivétel nélkül a GYEMSZI-OGYI vizsgálja be, engedélyezi vagy utasítja el. Magyarországon az engedélyezett gyógyszer-hatóanyagot tartalmazó potencianövelők kizárólag vényre kaphatóak és csak orvos írhatja fel őket. Értékesítésük a vény ellenében, patikákban történik.
A legismertebb gyógyszer-hatóanyagot tartalmazó potencianövelő szerek:
- Viagra, hatóanyaga a szildenafil-citrát
- Cialis, hatóanyaga a tadalafil
- Levitra, hatóanyaga a vardenafil

## Potencianövelő étrend-kiegészítők
A nem gyógyszer-hatóanyagot tartalmazó, potencianövelő hatású készítményeket az Országos Élelmezés- és Táplálkozástudományi Intézet (OÉTI) engedélyezi és hagyja jóvá. Az OÉTI által megvizsgált potencianövelő hatású készítmények - az OÉTI jelölései alapján - jellemzően az alábbi fő kategóriákba sorolhatóak:
- "zöld pipás" készítmények: a bejelentő által benyújtott dokumentumok, valamint a rendelkezésre álló, releváns tudományos információk, adatok alapján nem merültek fel olyan súlyos hibák az összetétellel, a termék várható hatásaival, a jelöléssel, és a címkén alkalmazott egészségre vonatkozó állításokkal kapcsolatban, amelyek alapján feltételezni lehetne, hogy a termék fogyasztása kockázatos lenne a fogyasztó egészsége szempontjából
- nem "zöld pipás", engedélyezett készítmények: a zöld pipás készítményekre vonatkozó kritériumok valamelyikének az adott étrend-kiegészítő nem felelt meg. Ettől azonban az adott termék engedélyét az OÉTI kiadta.
- nem engedélyezett, vagy visszavont engedélyű étrend-kiegészítő-készítmények

## Potencianövelő hatású gyógynövények
A tradicionális gyógyászat már a kezdetektől foglalkozik a merevedést támogató növények gyűjtésével, illetve azok testre gyakorolt hatásainak megfigyelésével. Az erekciót és az egészséges libidót támogató növények fontosságát jelzi, hogy a civilizáció fejlődésével a világ szinte minden kultúrájában keresték a vágyfokozó hatású növényeket - az ősi kínai gyógyászat első tapasztalatai az i. e. 3000-es években jelentek meg, és vélhetően ettől kezdve rendszeresen kerültek alkalmazásra a kezelések során. De ugyanígy törekedtek a potencianövelő hatású gyógynövények felkutatására Dél-Amerikai, és India őslakosai is. A legtöbb esetben az így megismert gyógynövények a potencianövelő hatás mellett több pozitív élettani hatással is bírtak, illetve bírnak az emberei egészséget tekintve. Több esetben ma már klinikailag bizonyítottan növelik a test általános fizikai, mentális és szexuális energiaszintjét, csökkentik a fáradtságot, erősítik az immunrendszert, javítják a koncentrációt és a sejt-megújulásában is fontos szerepet játszanak.
Ilyen potencianövelő és vágyfokozó hatású növények:
- Goji bogyó
- Maca gyökér (Lepidium meyeni)
- Fűrészpálma
- Ázsiai ginzeng (Panax ginseng)
- Szibériai ginzeng (Eleutherococcus senticosus)
- Királydinnye (Tribulus terrestris)
- Bételpálma (Areca catechu)
- Gyömbér (Zingiber oicinale)
- Kardamom (Elettaria cardamomum)
- Damiána (Turnera difusa)
- Marapuafa (Ptychopetalum olacoides)
- Gotu Kola (Hydrocotyle asiatica minor)
- Iboga (Tabernanthe iboga)
- Yohimbe (Pausinystalia yohimbe)
- Páfrányfenyő (Ginkgo biloba)